# Anais irlandeses
Uma série de anais irlandeses foram compilados até e logo após o final da Irlanda gaélica no século XVII. Os anais eram originalmente um meio pelo qual os monges determinavam a cronologia anual das cerimônias, festas e solenidades religiosas. Ao longo do tempo, os óbitos de padres, bispos e abades foram adicionados, juntamente com o de notáveis acontecimentos políticos. Os modelos não irlandeses incluem a Crônica Maior de Beda, a Crônica de Marcelino e o Livro Pontifício.

## Cronologia
As origens da compilação analística podem ser consideradas como as dos primeiros registros ocasionais de notas e eventos em espaços em branco entre o latercus, ou seja, a tabela de Páscoa de 84 anos, adotada do escritor gaulês Sulpício Severo (morto ca. 423).

## Existente
Cópias manuscritas dos anais existentes incluem as seguintes:
- Anais de Boyle
- Anais de Clonmacnoise
- Anais de Connacht
- Anais dos Quatro Mestres
- Anais de Inisfallen
- Anais de Loch Cé
- Anais de Monte Fernandi, ou Anais de Multyfarnham
- Anais de Roscrea
- Chronicon Scotorum
- Anais de Tigernach
- Anais de Ulster
- Os Anais da Irlanda pelo frei John Clyn
- Anais de Dudley Loftus
- Os Breve Anais de Donegal
- Leabhar Oiris
- Anais de Nenagh
- Livro de Mac Carthaigh
- Cogad Gáedel re Gallaib (grande parte)
- Anais Fragmentários da Irlanda (partes)
- Anais de Dublin de Inisfallen
- Os Anais da Irlanda por Thady Dowling
- Breve Anais de Tirconaill
- Breve Anais de Leinster
- Annales Hibernie ab anno Christi 1162 usque ad annum 1370, ou Anais de Pembridge
- Annales Hiberniae, ou Anais de Grace
- Memoranda Gadelica
- Annla Gearra as Proibhinse Ard Macha
- Um Fragmento dos Anais irlandeses

## Outras fontes
Outros que contêm material analístico são:
- Leabhar Bhaile an Mhóta
- Lebor Glinne Dá Loch
- Lebor Leacáin
- Leabhar Uí Dhubhagáin
- Caithréim Chellacháin Chaisil
- Leabhar na nGenealach

Muitos desses anais foram traduzidos e publicados ou pela Escola de Estudos Celtas, do Dublin Institute for Advanced Studies, ou pela Irish Texts Society. Além disso, muitos dos textos estão disponíveis na internet no Corpus of Electronic Texts (CELT Project) disponibilizado pelo Departamento de História da Universidade College Cork, da Universidade Nacional da Irlanda. (Veja as ligações externas abaixo)
O famoso tratado épico político Cogad Gáedel re Gallaib também contém uma grande quantidade de material analístico da Era Viquingue na Irlanda, que não é encontrado em nenhuma outra fonte existente. Muito deles tirados das mesmas fontes ancestrais dos Anais de Inisfallen, que chegaram até nós abreviados e lacunose.

## Anais perdidos
Entre os anais que existiram mais foram perdidos estão:
- Anais da Ilha dos Santos
- Anais de Maolconary
- Livro de Cuanu
- Livro de Dub-da-leithe
- Livro dos Monges
- Leabhar Airis Cloinne Fir Bhisigh
- Leabhar Airisen
- Leabhar Airisen Ghiolla Iosa Mhec Fhirbhisigh
- Sincronismos de Flann Mainstreach
- Crônica da Irlanda

## Anais modernos
- Cronologia da História Irlandesa até 1976
- Crônica da Irlanda 1992-1996